# Lista över världens bäst säljande remixalbum
Ett remixalbum är ett album som till största del består av remixer och nyinspelningar av artisters tidigare utgivna material.

## Lista
| Nr | Album                                        | Artist          | Skivbolag          | Utgivning | Försäljning | Ref.  |
| -- | -------------------------------------------- | --------------- | ------------------ | --------- | ----------- | ----- |
| 1  | Blood on the Dance Floor: HIStory in the Mix | Michael Jackson | Epic Records       | 1997      | 6.000.000   | [ 1 ] |
| 2  | You Can Dance                                | Madonna         | Sire Records       | 1987      | 5.000.000   | [ 2 ] |
| 3  | J to tha L–O! The Remixes                    | Jennifer Lopez  | Epic Records       | 2002      | 4.000.000   | [ 3 ] |
| 4  | The Remixes                                  | Mariah Carey    | Columbia Records   | 2003      | 2.000.000   | [ 4 ] |
| 5  | Shut Up and Dance (The Dance Mixes)          | Paula Abdul     | Virgin Records     | 1990      | 1.000.000   | [ 5 ] |
| 5  | Never Say Never: The Remixes                 | Justin Bieber   | Island Records     | 2011      | 1.000.000   | [ 6 ] |
| 6  | Super Eurobeat Presents Ayu-ro Mix           | Ayumi Hamasaki  | Avex Trax          | 2000      | 650.000     | [ 7 ] |
| 7  | The Remix                                    | Lady Gaga       | Interscope Records | 2010      | 500.000     | [ 8 ] |
| 7  | The Remixes                                  | Shakira         | Sony Music         | 1997      | 500.000     | [ 9 ] |